# Phasenumkehr
Die Phasenumkehr eines periodischen Vorgangs bedeutet die Vorzeichenumkehr der Augenblickswerte einer Wechselgröße. Umgesetzt wird diese elektronisch mittels eines invertierenden Verstärkers oder mechanisch, indem die beiden Anschlüsse gewechselt werden, was mit Verpolung bezeichnet wird.
Die Phasenumkehr wird in der Tontechnik verwendet, um ein falsch gepoltes Tonsignal in seiner Phase zu korrigieren, oder um ein richtig gepoltes, jedoch unerwünschtes Signal absichtlich umzukehren. Wird dieses umgekehrte Signal dem Originalsignal zugemischt, können sich beide gegeneinander auslöschen. Je nach Vollständigkeit wird der Ton leiser oder verstummt ganz.

## Verpolung bedeutet nicht Phasenverschiebung
Bei einem symmetrischen, beispielsweise sinusförmigen Wechselsignal erscheint die Verpolung wie eine Verschiebung des Phasenwinkels um 180° der Grundschwingung. Bei jedem anderen Signalverlauf gilt ein derartiger Zusammenhang nicht, siehe  Phasenverschiebung.